# Moles de Xert

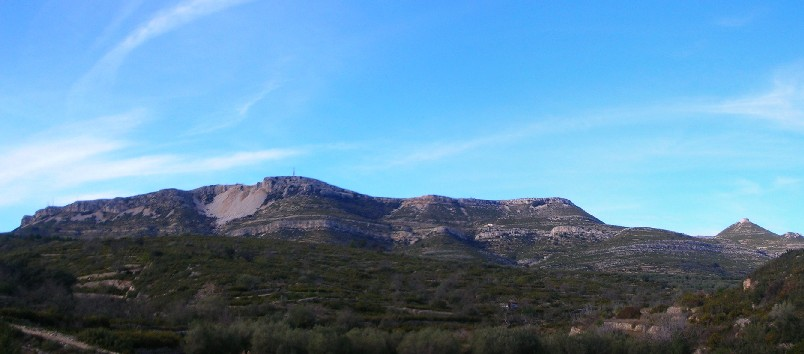
Zona degradada amb ensulsiada a la façana de la Mola Gran

Les Moles de Xert són una alineació muntanyosa del nord del País Valencià, a la comarca del Baix Maestrat.

## Particularitats

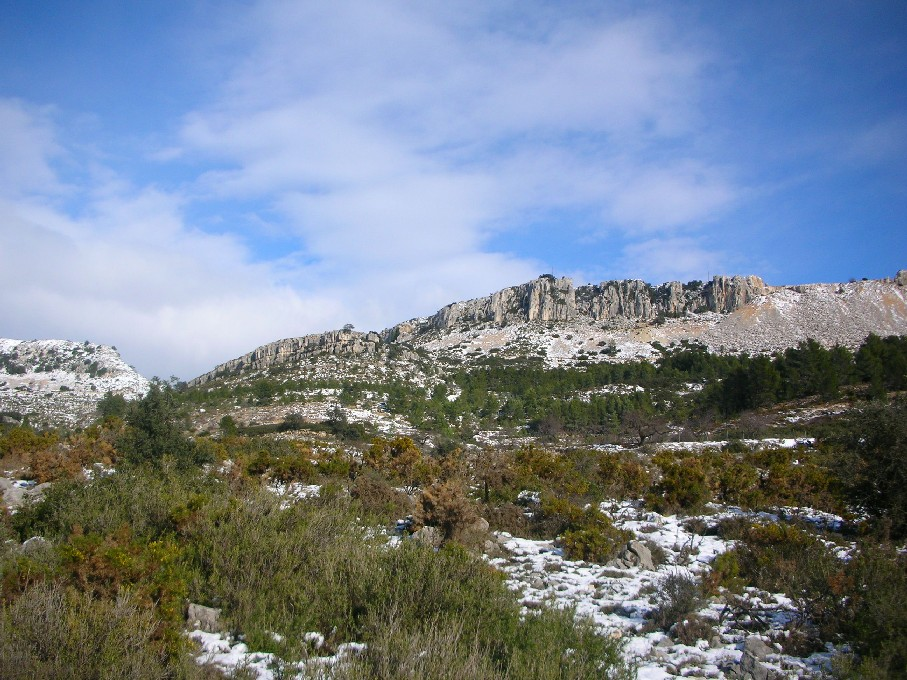
La Mola Gran a l'hivern

S'alcen damunt del poble de Xert. Són muntanyes amb formes molt originals que semblen castells emmurallats damunt de turons. Malgrat això han estat molt maltractades. La façana de la Mola Gran es troba en un estat ecològicament degradat amb una esllavissada molt pregona i visible des de Xert, causada per una antiga pedrera.
A la Mola Murada hi ha restes d'un antic poblat ibèric. Al vessant nord-est de les moles hi ha llogaret abandonat de Fontanals.